# Moody (Alabama)
Moody é uma cidade  localizada no estado americano do Alabama, no Condado de St. Clair.

## Demografia
Segundo o censo americano de 2000, a sua população era de 8053 habitantes.
Em 2006, foi estimada uma população de 11.758, um aumento de 3705 (46.0%).

## Geografia
De acordo com o United States Census Bureau, a localidade tem uma área de 62,3 km², dos quais 61,9 km² cobertos por terra e 0,4 km² cobertos por água.

## Localidades na vizinhança
O diagrama seguinte representa as localidades num raio de 16 km ao redor de Moody.